# Franklin (Missouri)
Franklin ist eine City im Howard County im US-Bundesstaat Missouri. Der nach Benjamin Franklin benannte Ort liegt am Nordufer des Missouri Rivers, etwa 160 km flussaufwärts von St. Louis und gegenüber von Boonville.
Die Region wurde bereits ab 1808 besiedelt, um die 1804/05 von der Lewis-und-Clark-Expedition entdeckten salzhaltigen Quellen zu nutzen. Mitte der 1810er Jahre war Franklin die westlichste Siedlung am Missouri River und der Endpunkt des regelmäßigen Schiffsverkehrs mit Keelboats auf dem Fluss. Salzsiederei war die wirtschaftliche Grundlage der Siedlung. Die Sole wurde in offenen Kesseln erhitzt, das Salz getrocknet und per Boot nach St. Louis geschickt. 1819 wurde hier die einzige Zeitung westlich von St. Louis gedruckt. Der Missouri Intelligencer and Boonslick Advertiser war das Nachrichtenblatt für die verstreut lebenden Siedler an der Grenze der Zivilisation. 
William Becknell startete hier 1821 zu seinem ersten Handelszug durch die Prärien und Wüsten des späteren Kansas ins 1300 km entfernte, damals noch mexikanische Santa Fe. Nachdem er mit großem Profit von der monatelangen Reise zurückkehrte, brachen im nächsten Jahr außer ihm schon drei weitere Händler auf, der Grundstein für den Santa Fe Trail war gelegt.
Der Ort profitierte nur wenige Jahre vom Überlandhandel, da 1828 der Missouri River über die Ufer trat und die Siedlung schwer beschädigte. Die meisten Einwohner bauten etwa einen Kilometer entfernt und etwas höher New Franklin auf. Nur wenige blieben am alten Platz. 1993 zerstörte eine neuerliche Flut die für die damaligen Opfer errichteten Denkmäler.